# Jîrîci, Ratne
Jîrîci (în ucraineană Жиричі) este o comună în raionul Ratne, regiunea Volînia, Ucraina, formată numai din satul de reședință.

## Demografie
Componența lingvistică a satului Jîrîci
     Ucraineană (99,56%)
     Alte limbi (0,43%)
Conform recensământului din 2001, majoritatea populației satului Jîrîci era vorbitoare de ucraineană (99,56%), existând în minoritate și vorbitori de alte limbi.